# Epístola de Bernabé

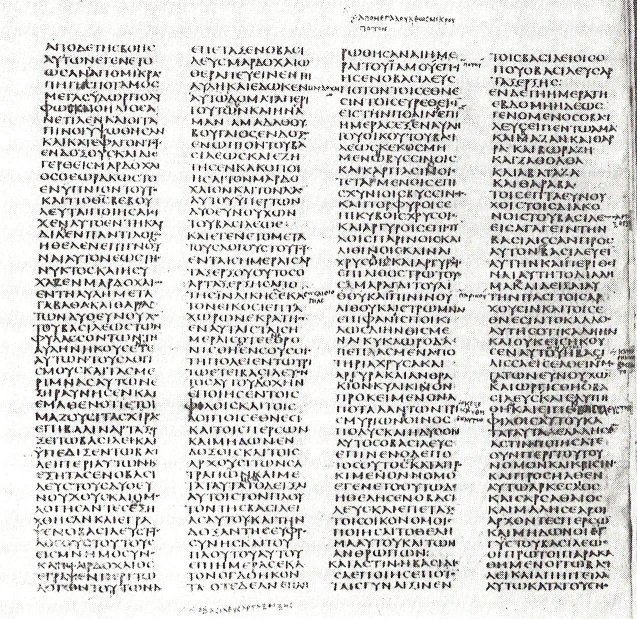
Codex Sinaiticus, en el que está incluida la Epístola de Bernabé. El texto comienza al quaderno 91, folio 2r, col. 2.

La Epístola de Bernabé es un tratado cristiano de 21 capítulos, escrito en griego, con algunas características de epístola. Ha sido preservado en el Codex Sinaiticus del siglo IV, donde aparece al final del Nuevo Testamento y antes del Pastor de Hermas. Algunos Padres de la Iglesia la atribuyeron a Bernabé, colaborador y compañero de Pablo de Tarso, mencionado en el libro de Hechos de los Apóstoles. Actualmente no existe un consenso preciso acerca de su autor, su fecha de composición, ni si se adapta cabalmente al género epistolar.

## Tradición textual
Los ecos de este texto en el mundo cristiano pueden hallarse a partir de San Ireneo (siglo II), aunque el primero en mencionar a Bernabé como autor de la Epístola fue Clemente de Alejandría. Eusebio de Cesarea en su libro Historia de la Iglesia, la rechaza como texto espurio, pero deja constancia de que Clemente había recopilado de manera abreviada todas las obras de la Escritura, incluyendo entre ellos algunos textos discutidos como el Apocalipsis de Pedro y la presente Epístola de Bernabé. Además, el egipcio la citó textualmente en su tercer libro, Stromata II,6. A partir de entonces se nota cierto entusiasmo por la Epístola, especialmente en Egipto y África, donde tanto Tertuliano como Orígenes la emplean entre sus fuentes de referencia.
Sin embargo, hacia mediados del siglo IV desaparece de la lista de libros canónicos que elaboró Atanasio de Alejandría y a partir del siglo IX es prácticamente olvidada. A partir de 1644 se publican en Europa ediciones de esta Epístola basadas en restos de manuscritos griegos, pero el contenido completo no se conoció sino hasta mediados del siglo XIX. Entre 1859 y 1875 se descubrieron el Códice Sinaítico y el Códice Hierosolymitanus, que dieron con la totalidad del texto.

## Fecha de composición y autor

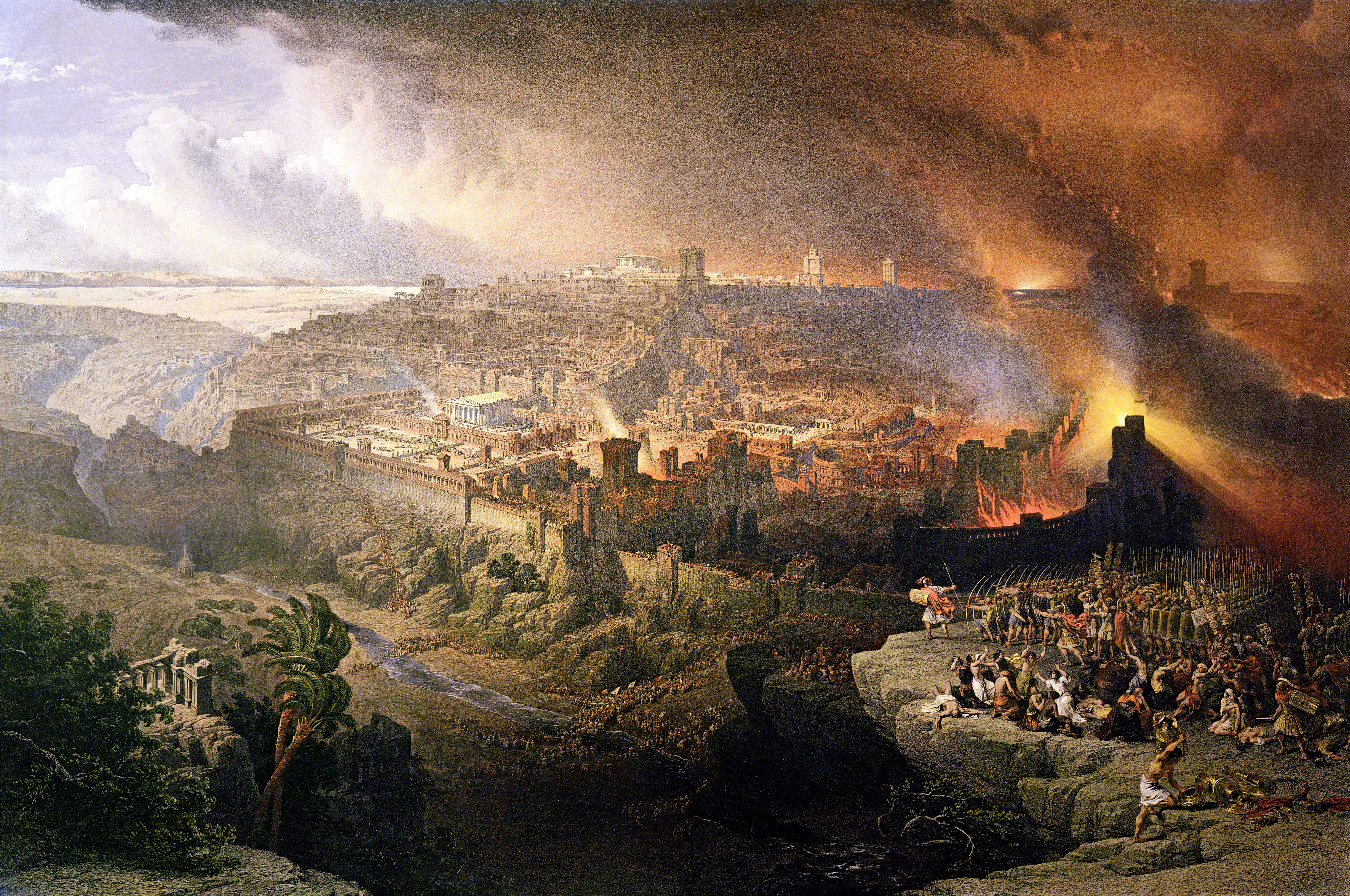
Asedio y destrucción de Jerusalén, por David Roberts (1850).

La forma en que se trata una frase del profeta Isaías en el capítulo 16 permite estimar la fecha de composición:
Y por remate, otra vez les dice: He aquí que quienes han destruido este templo, ellos mismos lo edificarán (Is 49,17) Así está sucediendo, pues por haberse ellos sublevado, fue derribado el templo por sus enemigos, y ahora hasta los mismos siervos de sus enemigos lo van a reconstruir.
Por cómo se interpreta este pasaje habitualmente, la carta debe ser posterior a la destrucción del Templo en el año 70 por parte de los Romanos, pero anterior a la rebelión de Simón Bar Kojba (año 136) tras la cual Judea fue completamente devastada y su población expulsada a la diáspora.
Esta cronología hace inverosímil que el autor sea el mismo Bernabé que, en los Hechos de los Apóstoles parece haber sido más viejo que Pablo. Además, a diferencia del apóstol Bernabé, el autor de esta epístola presenta una antipatía hacia lo judío. En cambio podría haber sido un judío alejandrino convertido al cristianismo.
Por otro lado algunas interpretaciones colocan al autor muy cerca del año 70, basándose en el aparente desconocimiento del Nuevo Testamento que se evidencia en el texto. A pesar de múltiples citas del Antiguo Testamento, hay un único giro de palabras que hace alusión al Nuevo. Helmut Koester considera: "No se puede demostrar que el autor conoció o utilizó los Evangelios del Nuevo Testamento". Esto lo colocaría dentro de la tradición oral anterior a la escritura del Nuevo Testamento.

## Contenido

### Primera parte
Se divide en dos secciones, la primera (capítulos 1–17) es teórica y trata de la interpretación del Antiguo Testamento. En un intento por distinguir el cristianismo como una entidad separada del judaísmo, el autor polemiza contra distintas ideas atribuidas a este último grupo. La interpretación literal y considera que debe interpretarse en forma espiritual (o sea alegórica). Considera que el judaísmo se equivocó al interpretar literalmente la Ley. Por ejemplo, dice que Dios no quiere sacrificios, sino la ofrenda de un corazón arrepentido; no le interesa que nos abstengamos de la carne de animales impuros, sino que renunciemos a los pecados simbolizados por aquellos animales (9-10), alegando que sobre "el cerdo lo dijo por lo siguiente: "No te juntarás —dice— con hombres tales que son semejantes a los cerdos; es decir, que cuando lo pasan prósperamente, se olvidan del Señor, y cuando se ven necesitados, reconocen al Señor, al modo que el cerdo, cuando come, no sabe de su señor; mas cuando tiene hambre, gruñe y, una vez que toma su comida, vuelve a callar"; el águila, el halcón, el gavilán y el cuervo son animales que simbolizan hombres que logran su pan cotidiano por la rapiña y toda suerte de iniquidad, en vez de ganarse su sustento con un trabajo honrado y el sudor de su frente (14:4). Cuando el Génesis dice que el mundo fue creado en seis días, hay que tener en cuenta que para Dios un día son como mil años y "el Hijo de Dios vendrá de nuevo a juzgar a los impíos y a cambiar el sol y la luna y las estrellas, y el día séptimo descansará; entonces amanecerá el sábado del reino milenario (15:1-9,) aunque ya en la epístola el autor declara que, ya en su época, "se acerca el fin de los tiempos".
Expone la doctrina de la preexistencia del Hijo de Dios, que se encarnó en Jesucristo, y la importancia del Bautismo como símbolo de que quien lo recibe es adoptado como hijo de Dios y transformado en templo del Espíritu Santo.

### Segunda parte
La segunda sección (capítulos 18–21), contiene la enseñanza de las Dos Vías, una introducción básica a los mandamientos de la vida cristiana. 
Dos caminos hay de doctrina y de potestad, el camino de la luz y el camino de las tinieblas.
Es una descripción práctica muy semejante a la que aparece en la Didaché: expone que el ser humano puede seguir un camino de luz y vida que se propone señalar o un camino de tinieblas y muerte que propone evitar. El pasaje que explica la vía de las tinieblas consiste en un catálogo de vicios, mientras que el camino de la luz se señala mediante una gran cantidad de preceptos que remedan el decálogo. Más allá de las semejanzas, en opinión de Ruiz Bueno, en este caso "no es sino una larga y seca enumeración de preceptos y prohibiciones [...] Lo que en la Didaché forma un cuerpo vivo de exhortaciones y preceptos con una unidad interna y un fin claro de catequesis previa al bautismo, aquí se ha convertido en un mal zurcido de retazos".

## Canonicidad disputada

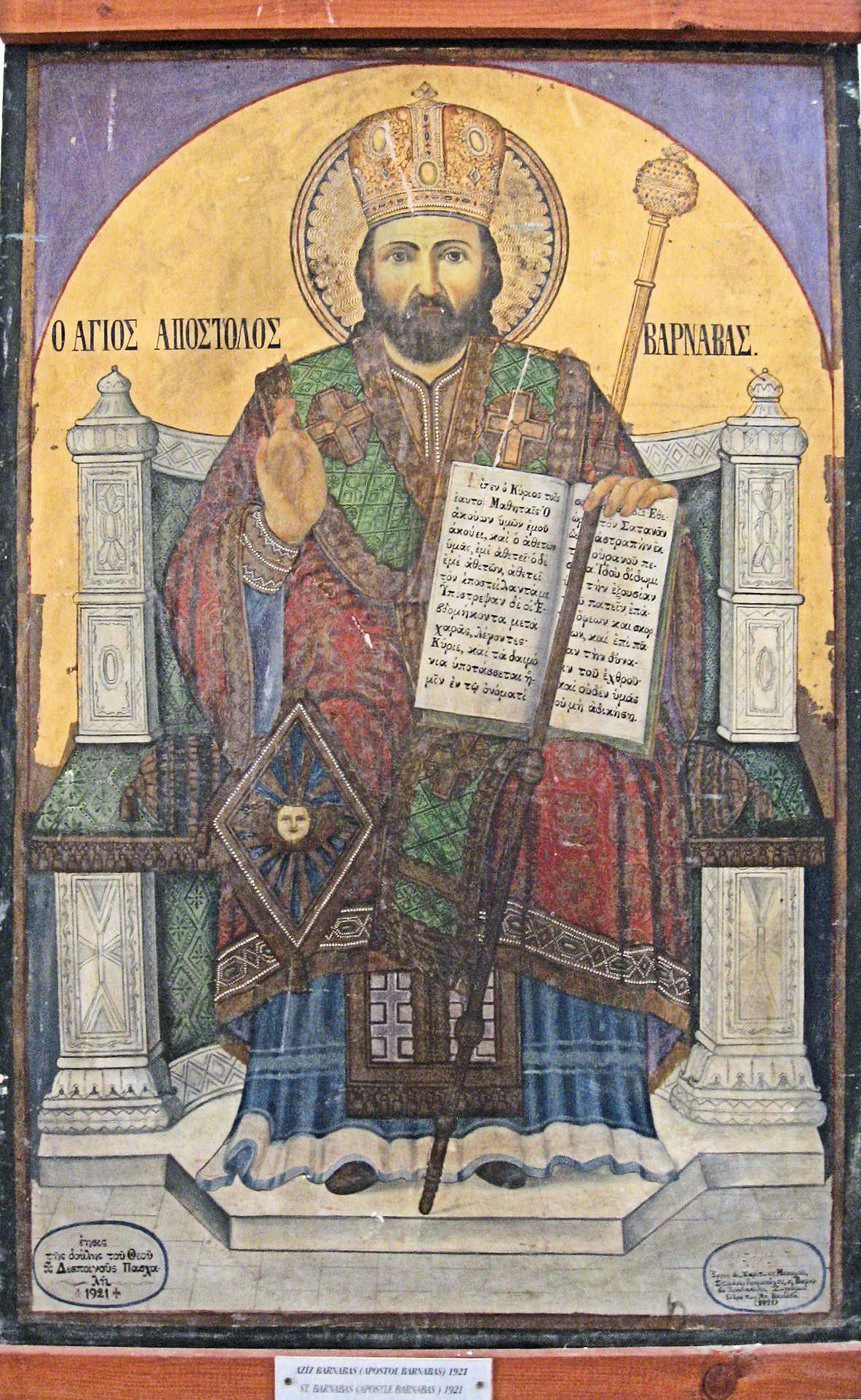
Icono de San Bernabé que tiene el texto del Evangelio de Lucas 10,16−19

Clemente de Alejandría (fines del siglo II) describe al autor de la epístola como "Bernabé, el mismo que predicó con el apóstol, en el ministerio de los gentiles"; y Orígenes (mediados del siglo III) cita la obra como "epístola católica de Bernabé" y la toma por autoridad para sentar su doctrina sobre los ángeles.
Sin embargo, a finales del siglo III se comenzó a clasificar habitualmente las obras cristianas como canónicas o no canónicas, y desde este momento los autores cristianos coinciden en negar su canonicidad. Eusebio de Cesarea (fines del siglo III) la pone entre los libros "espurios" (νόθοι), no entre los "admitidos". La clasifica también como uno de muchos libros "discutidos", pero no la incluye entre "los libros discutidos y que, sin embargo, son conocidos de la gran mayoría" (es decir, Epístola de Santiago, Segunda epístola de Pedro y Segunda y Tercera epístola de Juan). En cuanto al Apocalipsis, Eusebio dice que algunos lo rechazaban pero otros lo metían entre los "admitidos". Jerónimo de Estridón la clasificaba como un texto apócrifo.
Inserida en el Codex Claromontanus se encuentra una lista de libros presentados como canónicos. Del Nuevo Testamento faltan, probablemente por un error del copista, la Epístola a los filipenses y la Primera y la Segunda epístola a los tesalonicenses. Además de los libros generalmente aceptados hoy en día como constitutivos del Nuevo Testamento, la lista contiene otros cuatro marcados como de dudosa o disputada canonicidad: la Epístola de Bernabé, el Pastor de Hermas, los Hechos de Pablo y Apocalipsis de Pedro.
Al final de la Cronografía de Nicéforo de Constantinopla (758 - 829) se encuentra un catálogo de libros canónicos, disputados (antilegomena) y apócrifos del Antiguo y Nuevo Testamentos. El catálogo, que es una estichometría, es decir, que indica el número de las líneas de cada obra, coloca entre los antilegomena del Nuevo Testamento la Epístola de Bernabé junto con el Apocalipsis, el Apocalipsis de Pedro y el Evangelio de los hebreos.

## Midrash
Robert A. Kraft afirma que algunos de los materiales utilizados por el editor final "ciertamente son anteriores al año 70, y en cierto sentido son tradiciones" intemporales "del judaísmo helenístico (p. Ej., Las alegorías de la ley alimentaria del capítulo 10 y las dos formas) Es con tales materiales que gran parte de la importancia de la epístola para nuestra comprensión del cristianismo primitivo y su herencia judía tardía descansa".

## Manuscritos
1. El texto completo lo ofrece el Codex Sinaiticus (=S), del siglo IV, descubierto por Konstantin von Tischendorf en el Monasterio de Santa Catalina del Monte Sinaí en el 1859 y preservado después primero en San Petersburgo y ahora en Londres. La Epístola de Bernabé se encuentra tras los escritos canónicos del Nuevo Testamento, a continuación del Apocalipsis y al lado del Pastor de Hermas.
2. También el Codex Hierosolymitanus (=H), del año 1056, descubierto por Philotheos Bryennios en Constantinopla en 1873 y en la actualidad preservado en Jerusalén, contiene el texto completo de la Epístola de Bernabé y además la Didaché y la Primera y la Segunda epístola de Clemente. Adolf Hilgenfeld lo usó para su edición de la epístola en 1877. El texto generalmente concuerda con S.
3. El Codex Vaticanus Graecus 859 (=G), del siglo CI, contiene entre otros escritos las cartas de Ignacio de Antioquía y de Policarpo de Esmirna. De la Epístola de Bernabé contiene los capítulos 5:7b−21:9. En lugar de los capítulos 1:1-5,7a, en aparece parte de la Epístola de Policarpo a los Filipenses. Relacionados con este y derivados de él, existen otros ocho manuscritos griegos que tienen la misma laguna inicial y las mismas divergencias de los textos de S y H.
4. Hay también una antigua versión latina, que data del siglo IV y fue copiada en el siglo X en la Abadía de Corbie. Ahora se conserva en San Petersburgo (Q.v.I.39). Falta la segunda parte de la Epístola (capítulos 18 a 21) os sea la sección de los Dos Caminos. Es una traducción literal y en general corresponde al texto de G, pero a veces muy reducido.
5. Se encuentran también algunos fragmentos de los Dos Caminos en siríaco y en citas de otros autores, en particular Clemente de Alejandría.